# Minh Khương
Minh Khương là một xã thuộc huyện Hàm Yên, tỉnh Tuyên Quang, Việt Nam.
Xã có diện tích 28,57 km², dân số năm 1999 là 3148 người, mật độ dân số đạt 110 người/km².